# Loryma perficita
Loryma perficita är en insektsart som först beskrevs av Walker, F. 1870.  Loryma perficita ingår som enda art i släktet Aphanaulacris och familjen gräshoppor. Inga underarter finns listade i Catalogue of Life.